# 维松库尔
维松库尔（法語：Visoncourt，法語發音：[vizɔ̃kuʁ]）是法国上索恩省的一个市镇，属于吕尔区。

## 地理
维松库尔（47°45'9"N, 6°19'1"E）面积4.52 平方千米，位于法国勃艮第-弗朗什-孔泰大區上索恩省，该省份为法国东部内陆省份，北起顺时针与孚日省、贝尔福地区省、杜省、汝拉省、科多尔省和上马恩省接壤。
与维松库尔接壤的市镇（或旧市镇、城区）包括：埃安、博东库尔、布罗特莱吕克瑟伊、塞尔维涅。

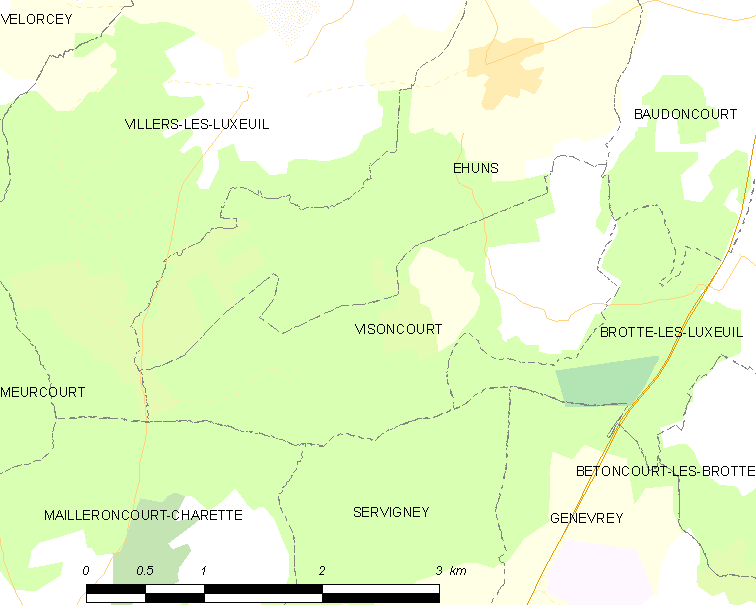
维松库尔的OSM定位图

维松库尔的时区为UTC+01:00、UTC+02:00（夏令时）。

## 行政
维松库尔的邮政编码为70300，INSEE市镇编码为70571。

## 政治
维松库尔所属的省级选区为瑟穆斯河畔圣卢县。

## 人口

1962-2008年间维松库尔人口变化图示

维松库尔于2022年1月1日时的人口数量为37人。